# Muchomor alpejski

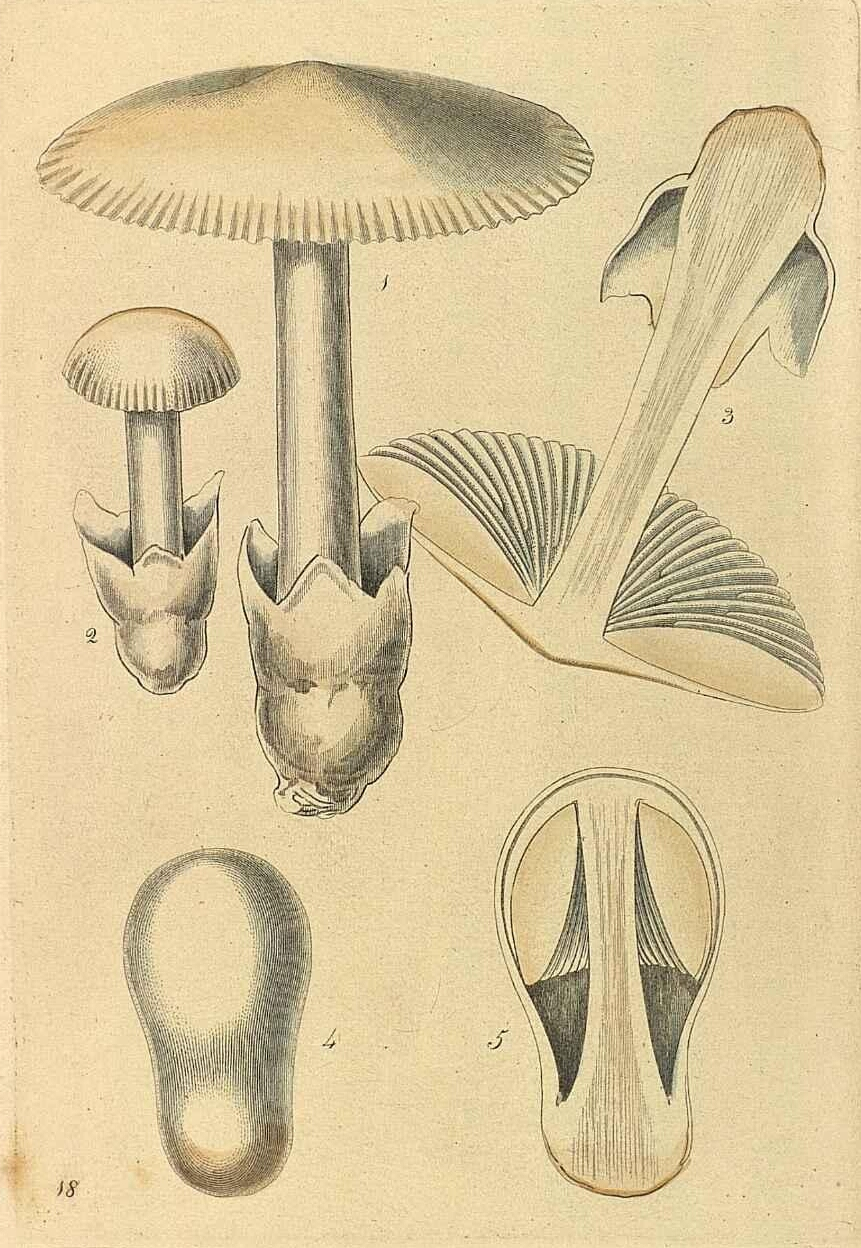

Muchomor alpejski (Amanita nivalis Grev.) – gatunek grzybów należący do rodziny muchomorowatych (Amanitaceae).

## Systematyka i nazewnictwo
Pozycja w klasyfikacji według Index Fungorum: Amanita, Amanitaceae, Agaricales, Agaricomycetidae, Agaricomycetes, Agaricomycotina, Basidiomycota, Fungi.
Synonimy:

- Agaricus nivalis (Grev.) Loudon 1829
- Amanita nivalis Grev. 1825, f. nivalis
- Amanita vaginata f. nivalis (Grev.) Veselý 1933
- Amanita vaginata var. nivalis (Grev.) E.-J. Gilbert 1918
- Amanitina nivalis (Grev.) E.-J. Gilbert 1940
- Amanitopsis nivalis (Grev.) Sacc. 1887
- Amanitopsis vaginata var. nivalis (Grev.) Peck 1894
- Pseudofarinaceus nivalis (Grev.) Kuntze 1891
- Vaginata nivalis (Grev.) Kuntze 1898

Nazwę polską zaproponował Władysław Wojewoda w 2003 r.

## Morfologia
Kapelusz
Średnica 3–8 cm, początkowo jajowaty, potem dzwonkowaty, w końcu łukowaty z tępym garbem. Brzeg podwinięty, ostry. Młode okazy białe, potem kremowe, w końcu kremowoszare. Powierzchnia podczas suchej pogody gładka i aksamitna, podczas wilgotnej lepka. Jest prążkowana do 1/3 średnicy. Czasami utrzymują się na kapeluszu przylegające resztki osłony.
Blaszki
Szerokie, wolne o delikatnie kosmkowatych ostrzach. U młodych owocników białe, u starszych kremowobiałe.
Trzon
Wysokość 4–7 cm, grubość 0,7–1,7 cm, walcowaty, początkowo pełny, potem pusty, dołem nieco rozszerzający się. Powierzchnia gładka, biała. Nie posiada bulwy, nasada otoczona jest błoniastą, białą i kruchą osłoną. Brak pierścienia.
Miąższ
Cienki i biały. Smak stęchły, zapach nieokreślony.
Cechy mikroskopowe
Wysyp zarodników biały. Zarodniki kuliste lub prawie kuliste, czasami szeroko elipsoidalne lub podłużne. Mają rozmiary (8,2–)10,0–13,5(–21) × (7,1–)8,8–12,0(–19,5) μm. U nasady podkładek brak sprzążek bazalnych.

## Występowanie i siedlisko
Najwięcej stanowisk podano w Europie. Jest tutaj szeroko rozprzestrzeniony; występuje od Hiszpanii po Islandię i północne regiony Półwyspu Skandynawskiego. Występuje także w Ameryce Północnej i Korei. W Polsce wyłącznie w Tatrzańskim Parku Narodowym i jest bardzo rzadki.
Rośnie w wysokich górach i w tundrze. W Polsce występuje w Tatrach wśród roślinności alpejskiej, zwłaszcza w towarzystwie dębika ośmiopłatkowego, wierzby zielnej, wierzby żyłkowanej. Występuje zarówno na podłożu granitowym, jak i wapiennym.
Grzyb mykoryzowy. Grzyb jadalny, jednak ze względu na rzadkość występowania bez znaczenia kulinarnego.